# 堺市立三国丘中学校
堺市立三国丘中学校（さかいしりつ みくにがおか ちゅうがっこう）は、大阪府堺市堺区にある公立中学校。

## 沿革
1947年の学制改革と同時に、堺市で最初の市立中学校9校のうちの1つである堺市立第三中学校として創立した。当初は大阪府立堺中学校（現在の大阪府立三国丘高等学校）併設中学校と同じ校舎内にあったが、1948年に旧私立三国丘女学校跡地にあたる現在地に移転している。
堺市立中学校で番号での校名ではなく地名などを取り入れた名称にするという方針が出されたことに伴い、1950年に現在の校名に改称した。

### 年表
- 1947年4月1日 - 堺市立第三中学校として創立。府立堺中学校（三国丘高等学校）に仮校舎を設置。
- 1948年 - 現在地に本校を移転。本校で収容できなかった生徒については、三国丘高等学校・堺市立工業高等学校に分校を設置して収容。
- 1950年4月1日 - 堺市立三国丘中学校に改称。
- 1951年 - 現在地に完全統合。
- 1962年4月1日 - 従来の校区の一部を、新設の堺市立長尾中学校の校区へ分離。

## 通学区域
- 堺市立榎小学校と堺市立三国丘小学校の通学区域。

## 著名な出身者
- 木下元秀（プロ野球選手）
- 盛山晋太郎 - 見取り図 (お笑いコンビ)

## 交通
- 南海高野線・JR阪和線 三国ヶ丘駅 北へ約600m。
- 南海高野線 堺東駅 南東へ約1.2km。